# Ariana Orué
Ariana Maybee Orué Medina (Bellavista, 12 de noviembre de 1993), también conocida como “La Chalaquita”, es una ingeniera de sistemas, docente universitaria y política peruana. Es congresista de la república por el Callao para el periodo 2021-2026, en reemplazo de Enrique Wong quien falleció en julio del año 2024.

## Biografía
Nació en el distrito de Bellavista, ubicado en la provincia constitucional del Callao, el 12 de noviembre del año 1993.
Es egresada de la Universidad César Vallejo, donde estudió la carrera de Ingeniería de sistemas y obtuvo el título en el año 2016. También realizó estudios postgrado en la Universidad Ricardo Palma de maestría en Ingeniería Informática con mención en Ingeniería de Software en 2019.

### Trayectoria
Fue asistente en la empresa Sycdata en el distrito de Los Olivos desde 2014 hasta 2015, jefa de prácticas de la carrera de Ingeniería de sistemas de la Universidad César Vallejo en 2016 y docente universitaria en la sede de la UCV en el Callao desde 2017 hasta 2019. Fue también analista de sistema de informes de la Superintendencia Nacional de Migraciones del Perú en el año 2019.

## Carrera política
En el ámbito político, incursiona como candidata al Congreso de la República por el Callao como invitada del partido político Podemos Perú en las elecciones parlamentarias extraordinarias del año 2020 y en las elecciones parlamentarias del año 2021, ambas ocasiones sin éxito; sin embargo quedó solamente como accésitaria.
Desde enero hasta agosto del 2022, militó en el partido Fe en el Perú de Álvaro Paz de la Barra. Durante las elecciones municipales de ese mismo año, apoyó la candidatura municipal de Pedro Spadaro por el movimiento regional Contigo Callao.

### Congresista de la República
El 13 de julio del 2024, ante el fallecimiento del entonces congresista Enrique Wong, Orué fue convocada por el Jurado Nacional de Elecciones para ejercer el cargo de congresista accesitaria en reemplazo de Wong. Orué anunció que en su gestión como congresista se va a concentrar en fiscalizar a las autoridades de la región Callao.
El 26 de julio de 2024, juramento al cargo de congresista.